# Abfallgrube

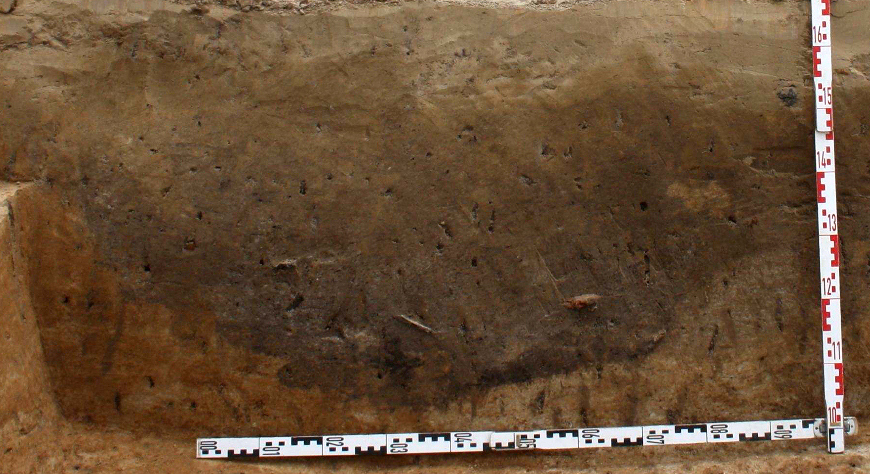
Grabungsschnitt durch eine eisenzeitliche Abfallgrube, die sich als dunkle Verfärbung der Erde darstellt

Abfallgruben sind eine archäologische Quellengattung. Es sind Erdgruben, die für die Deponierung von organischen und anderen Materialien, welche für die Benutzer Abfallcharakter hatten, entweder speziell angelegt oder aber sekundär verwendet wurden.

## Archäologie
Als Abfallgruben werden auf archäologischen Fundplätzen Gruben bezeichnet, die so genannten Siedlungsabfall enthalten. Dem Fundgut scheint eine Projektion des modernen Verständnisses von Abfall zugrunde zu liegen.
Aus neolithischen und bronzezeitlichen Pfahlbausiedlungen ist belegt, dass primär als Essensabfall zu verstehende Objekte im unmittelbaren Umfeld der Siedlung ins Wasser stehender Gewässer geworfen wurde.

## Deutung
Es gibt für Abfallgruben jedoch alternative Deutungen:
- Entlang der Langhäuser des Frühneolithikums und Mittelneolithikums (zum Beispiel Bandkeramik und Rössener Kultur) gab es Gruben zur Entnahme von Lehm („Lehmentnahmegruben“)[3] zur Abdichtung der Flechtwände der Häuser. In der Lengyelkultur gab es Lehmentnahmegruben, die nicht direkt am Haus lagen.
- Gruben dienten der Aufbewahrung von Vorräten, in die während der natürlichen Verfüllung (Einsedimentierung) – auch zufällig – Abfall gelangte.
- Auch rituelle Deponierungen in Siedlungsgruben werden diskutiert, besonders für die Eisenzeit.[4]
- In der englischen Archäologie wird zunehmend auch eine bewusste Ablagerung in Gruben diskutiert (structured deposition).

Der Beleg aller Praktiken ist schwierig. Das Phänomen ritueller Niederlegungen von ausgesuchten Attributen (zum Beispiel Schädel- und Skelettteile, Keramik, Werkzeuge, Idolfiguren etc.) ist in Mitteleuropa aus Gruben der jüngeren Linienbandkeramik und der Michelsberger Kultur bekannt. Im Falle der unterbrochenen Erdwerke (causewayed enclosures), also systematisch und in einer bestimmten Form angelegte Gruben, ist eine solche Deposition besser nachzuweisen, es dürfte sich bei den abgelagerten Gegenständen allerdings kaum um Abfall gehandelt haben. Viele dieser Gruben befinden sich in der Nähe von Kultanlagen. Die in „unbewohnten“ aber hochgelegenen Michelsberger Erdwerken in Gruben gefundenen „Abfälle“ können kaum zur profanen Entsorgung aus dem Tal auf den Berg gebracht worden sein.
Die Entsorgung organischen Abfalls ist in rezenten Kulturen außerhalb der westlichen Industrienationen nicht anzutreffen.

## Gegenwart
Heute ist Abfallbeseitigung Pflicht. In den meisten europäischen Ländern werden dazu Abfalldeponien benutzt. In vielen Ländern, auch in Deutschland, ist die Verwendung einer (privat angelegten) Abfallgrube verboten und unter Strafe gestellt.